# Kenta Inoue
Kenta Inoue (井上 健太 Inoue Kenta?), född 23 juli 1998 i Kanagawa prefektur, är en japansk fotbollsspelare.
Inoue började sin karriär 2020 i Oita Trinita.